# Pevnost svatého Marka
Pevnost či tvrz svatého Marka v Trogiru (chorvatsky Kula sv. Marka) je středověká pevnost ve tvaru kruhové věže. Nachází se na severozápadě historické části chorvatského města Trogir ve Splitsko-dalmatské župě.

## Historie a účel
Kruhová tvrz byla postavena v průběhu 15. století, kdy město ovládali Benátčané. Sloužila k obraně města před dělovými koulemi během turecké hrozby. Pevnost se nachází na západní straně pevniny starého města a původně byla spojena asi 150 metrů dlouhou opevněnou zdí s pevností Kamerlengo.

## Okolní objekty

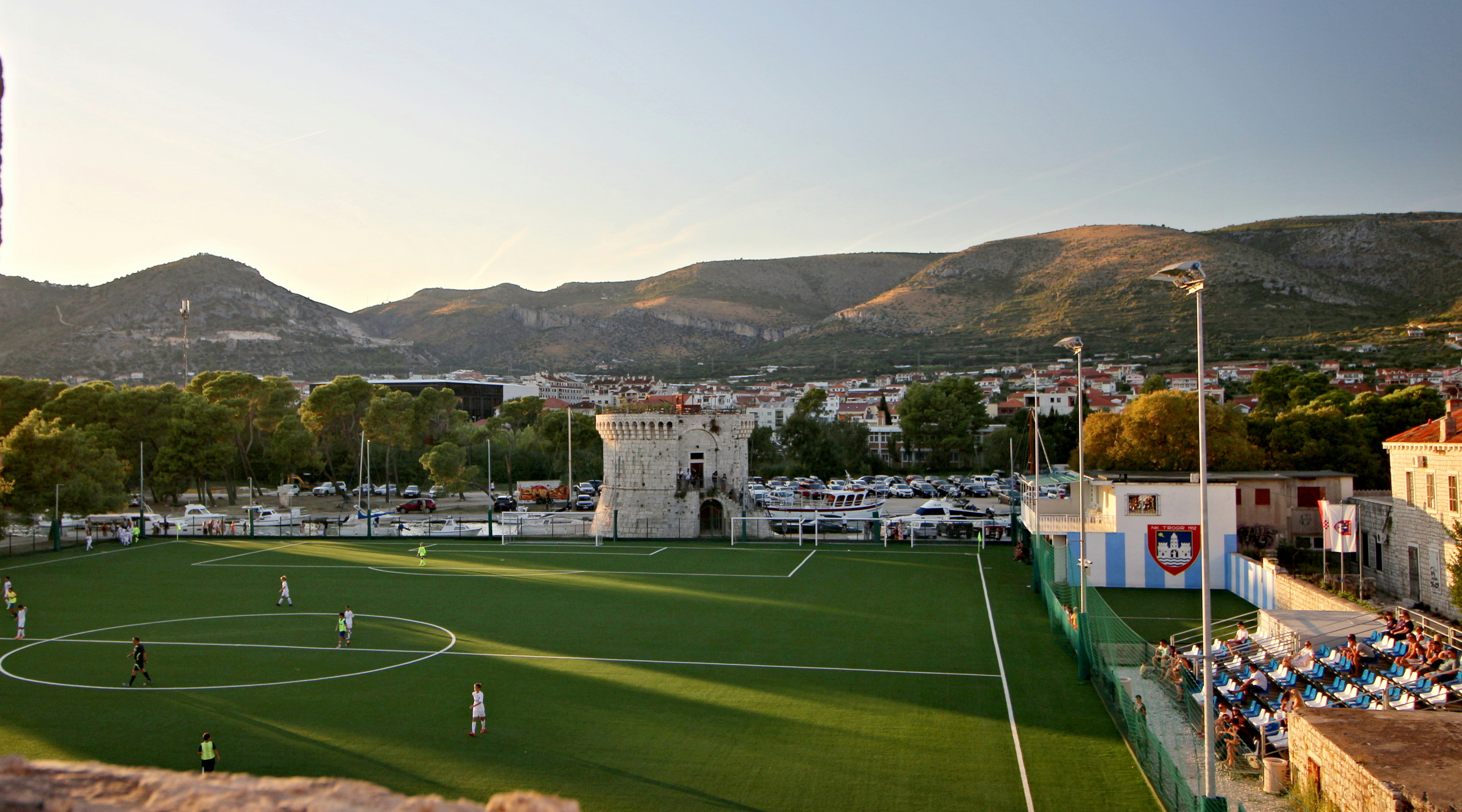
Fotbalové hřiště Batarija a pevnost sv. Marka. Pohled z věže pevnosti Kamerlengo

Nedaleko od pevnosti, na promenádě mezi pevností Kamerlengo i pevností sv. Marka, vedle fotbalového hřiště Batarija HNK Trogir, stojí gloriet (klasicistní pavilonek) – kruhová kolonáda v klasicistním stylu. Gloriet byl postaven roku 1809 na počest francouzského maršála Augusta Marmonta v době krátkého období francouzské nadvlády. Gloriet je jedním z nemnoha památek francouzské nadvlády v Dalmácii.